# Garmin G1000

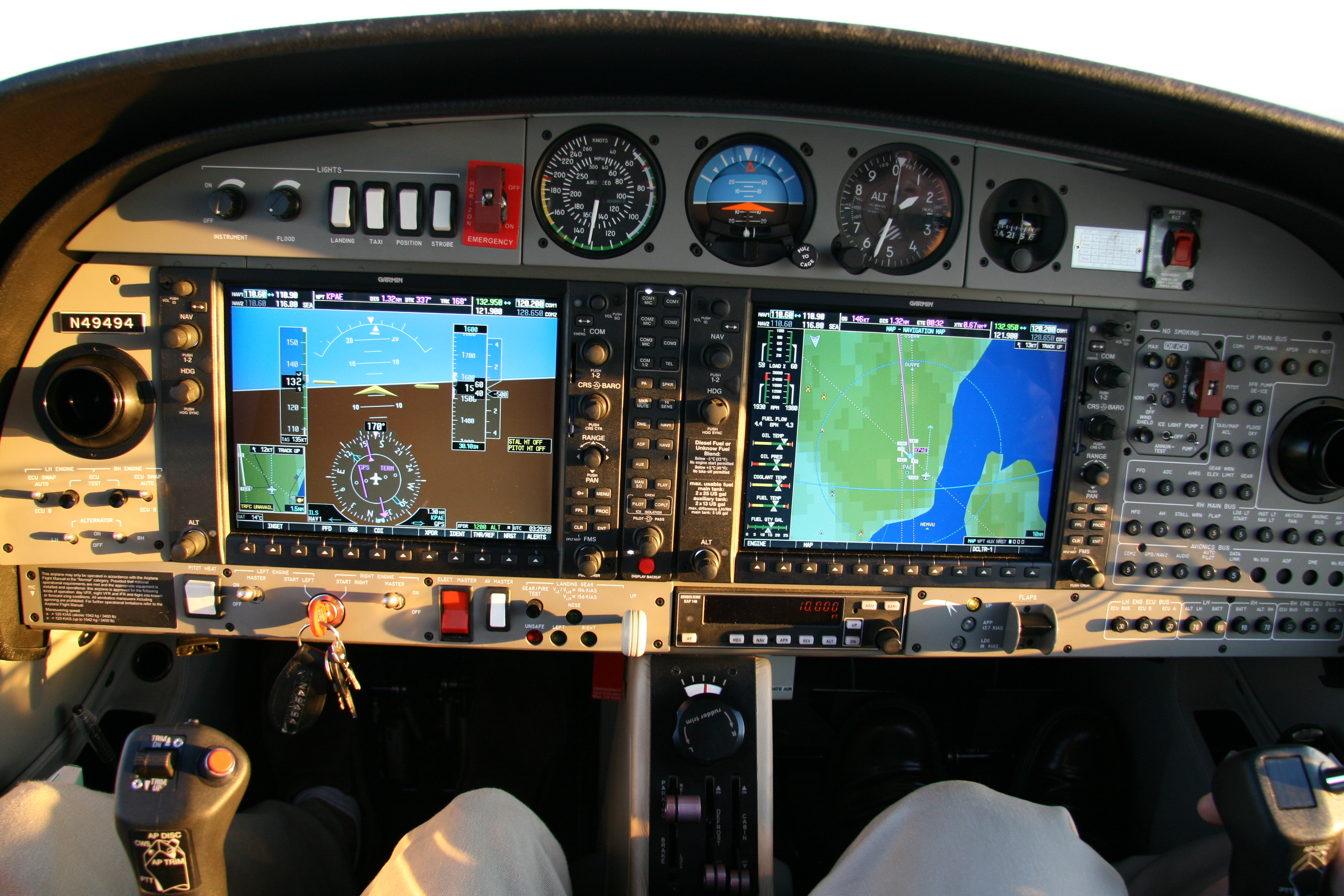
Un glass cockpit Garmin G1000 installato su un Diamond DA42

Il Garmin G1000 è un sistema avionico digitale integrato prodotto dalla Garmin utilizzato su velivoli dell'aviazione generale e aviogetti di piccole dimensioni di recente costruzione.
In questo sistema, i principali strumenti di bordo sono rappresentati su due (tre per aerei con doppio pilota) schermi a cristalli liquidi, rimpiazzando la classica strumentazione analogica che rimane limitata a pochi strumenti essenziali per il proseguimento in sicurezza del volo in caso di completa avaria del sistema integrato digitale.

## Componenti

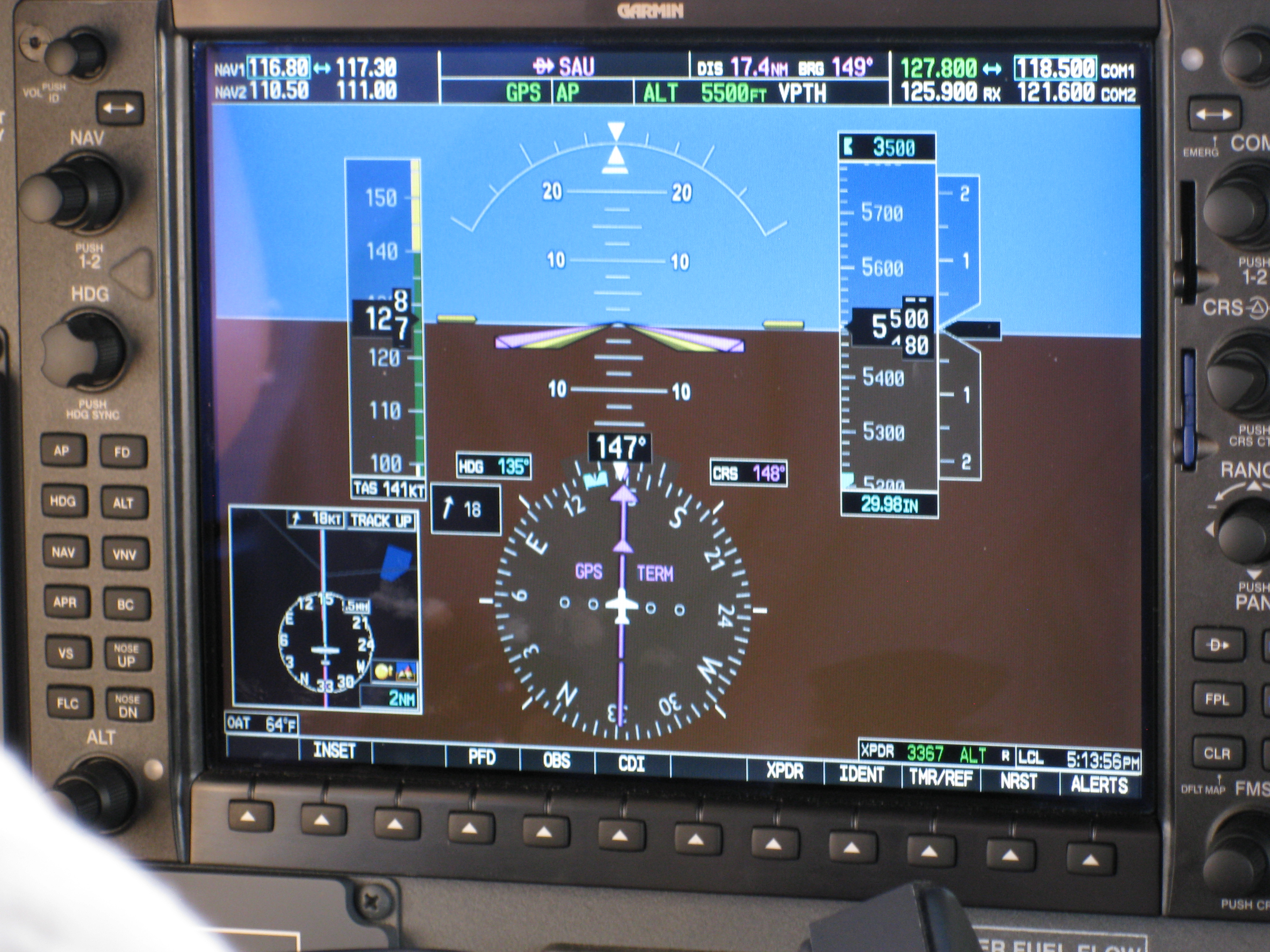
Schermata di un PFD di un sistema G1000.

La configurazione minima di un sistema G1000 prevede un primary flight display (PFD) ed un multifunction display (MFD). Sul PFD vengono riportate tutte le informazioni primarie di navigazione, tra cui indicazioni di assetto, velocità e altitudine. Sull'MFD, invece, possono essere rappresentate informazioni grafiche sulla rotta attuale e prevista integrate da dati cartografici ed informazioni meteorologiche provenienti da stazioni a terra o dal radar di bordo, oltre a mostrare, quando necessario, i parametri di funzionamento degli impianti e sistemi installati sul velivolo. Gli schermi sono interconnessi tra loro e con l'unità avionica integrata (GIA) mediante un bus di comunicazione dati ad alta velocità.
A seconda della configurazione adottata o del tipo di velivolo sul quale viene installato possono essere presenti altri componenti:
- Un terzo schermo, utilizzato come PFD per il secondo pilota
- Una tastiera alfanumerica
- Un autopilota/FMS integrato

## Primary flight display (PFD)
Il Primary Flight Display mostra le rappresentazioni degli strumenti di navigazione primari quali indicatore di velocità, altimetro, direzionale ed orizzonte artificiale. Una piccola mappa di navigazione può essere mostrata in un angolo dello schermo, mentre i pulsanti e nottolini del PFD possono essere usati per inserire i codici nel transponder o inserire ed attivare i piani di volo. Il PFD è anche in grado di mostrare, in forma compatta, anche le informazioni normalmente presentate sull'MFD in caso di avaria di quest'ultimo.

## Multi-function display (MFD)

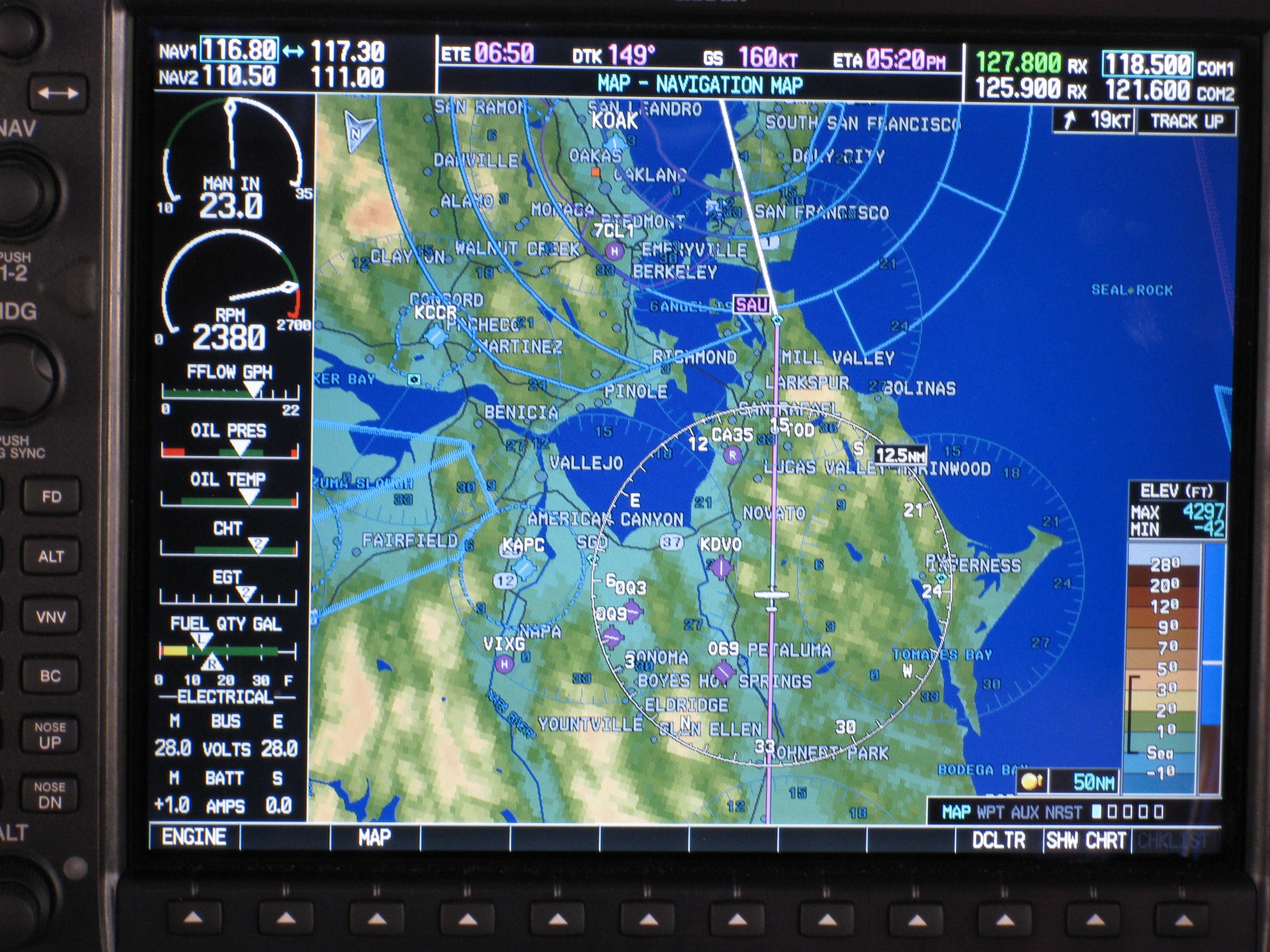
L'MFD è in genere utilizzato per mostrare la mappa di navigazione (a destra) e i parametri del motore (nella parte sinistra).

Lo schermo multifunzione mostra tipicamente una mappa di navigazione sulla parte destra e i parametri di funzionamento del motore (EICAS) sulla sinistra. Le altre schermate disponibili sull'MFD consistono in menù di configurazione e diagnostica, informazioni sugli aeroporti più vicini e relative radioassistenze, informazioni meteo ottenute da stazioni di terra o dal radar di bordo e il sistema di allerta del traffico ed elusione di collisione (TCAS).

## Unità integrate
Il sistema modulare G1000 si compone di diverse unità integrate.

### GIA Integrated Avionics Unit
L'unità avionica integra gli apparati radio VHF per la navigazione e le comunicazioni. Include anche il modulo GPS.

### GMA Audio Panel
Sul pannello audio sono presenti i pulsanti e nottolini necessari ai piloti per selezionare le frequenze radio.

### GDC Air Data Computer
L'air data computer è l'unità digitale che elabora i dati provenienti dai tubi di Pitot e dalle prese statiche. Fornisce informazioni sull'altitudine, velocità indicata, velocità variometrica e temperatura esterna alle unità grafiche (GDU) per le rappresentazioni relative sugli schermi del pilota (PFD e MFD).

### GMU Magnetometro
Il magnetometro fornisce la prua del velivolo ed è la versione digitale della bussola.

### GRS Attitude and Heading Reference System (AHRS)
Il modulo GRS usa dei sensori senza parti in movimento per determinare l'assetto, il rateo di virata e di imbardata. Inoltre, elaborando i dati forniti dal GPS e dal magnetometro, sostituisce la classica girobussola a giroscopio per indicare la rotta del velivolo.

### GEA Engine/Airframe Unit
L'unità GEA è dedicata all'acquisizione dei parametri motore e del livello carburante nei serbatoi alari. Questi dati vengono poi passati all'unità avionica integrata (GIA).

### GTX Transponder
Il modulo GTX fornisce al transponder la possibilità di scambiare comunicazioni di traffico in Mode S con gli enti ATC o altri aeromobili in volo.

## Impiego operativo

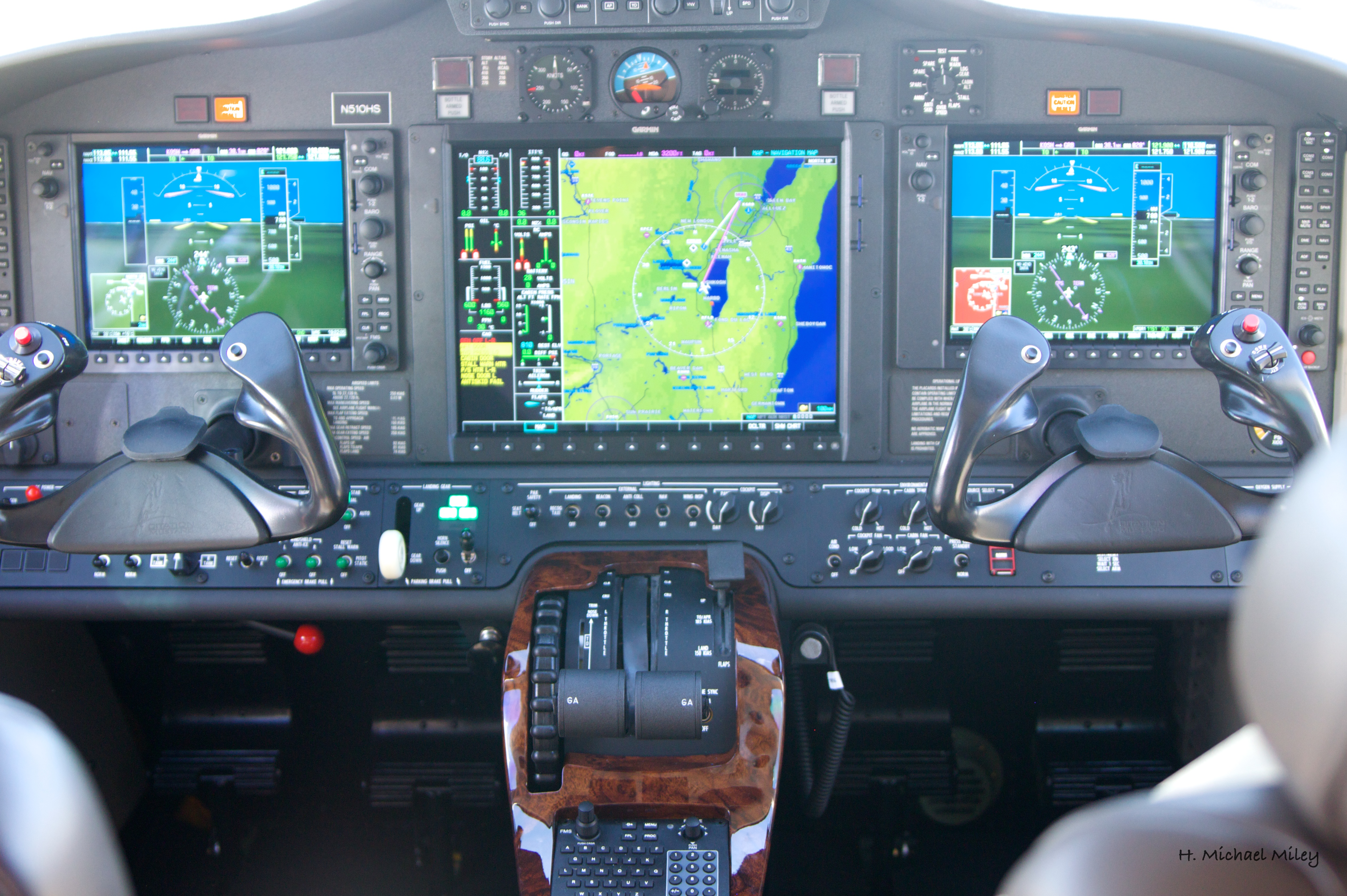
Il Garmin G1000 installato sul Cessna Citation Mustang

Il Garmin G1000 è certificato su diversi aerei di aviazione generale di recente costruzione tra cui Beechcraft, Cessna, Diamond, Cirrus Design, Mooney e Piper. Il G1000 è anche usato su piccoli business jet tra cui il Cessna Citation Mustang, Embraer Phenom 100 and Embraer Phenom 300, HondaJet, e PiperJet.
Questo sistema può anche essere montato, con opportune modifiche (vedi service bulletin o STC), su velivoli non originariamente predisposti come il Beechcraft King Air.

## EVS/SVT
Il G1000 è compatibile con le ultime tecnologie di visione sintetica. La enhanced vision (o visione migliorata) usa termocamere per generare immagini in tempo reale dell'ambiente circostante anche in caso di condizioni meteorologiche avverse o comunque in caso di limitata visibilità.
La tecnologia per la visione sintetica, invece, permette di generare immagini che riproducono l'ambiente circostante in forma tridimensionale sulla base dei dati ricavati da un archivio cartografico digitale contenuto nella memoria del sistema.